# Milivoje Vitakić
Milivoje Vitakić (n. 16 de mayo de 1977 en Čačak, Serbia) es un futbolista serbio que juega para el Grenoble Foot 38 de la Ligue 1 de Francia, luego de dejar el Lille OSC. Inició su carrera profesional en el FK Borac Čačak de su país y ha pasado por equipos como el Estrella Roja de Belgrado y el Lille.
Ha representado a la Selección de fútbol de Serbia en 2 partidos.

## Clubes
| Club                      | País    | Año         |
| ------------------------- | ------- | ----------- |
| Borac Čačak               | Serbia  | 1994-1996   |
| Čukarički Stankom         | Serbia  | 1997-1998   |
| Estrella Roja de Belgrado | Serbia  | 1998-2004   |
| Lille OSC                 | Francia | 2004 - 2007 |
| Grenoble                  | Francia | 2007 -      |